# Juan David Valencia
Juan David Valencia Hinestroza (ur. 15 stycznia 1986 w Medellín) piłkarz kolumbijski grający na pozycji lewego obrońcy.

## Kariera klubowa
Juan David Valencia jest wychowankiem klubu Independiente Medellín. W 2004 roku zadebiutował w jego barwach w lidze kolumbijskiej. Jako rezerwowy był mistrzem Kolumbii w 1998. Nie mogąc wywalczyć miejsca w wyjściowej jedenastce klubu z Medellín przeszedł do wenezuelskiego klubu Caracas FC w 2007 roku. Po powrocie do ojczyzny w 2008 został zawodnikiem Atlético Huila. W trakcie sezonu 2009 powrócił do Independiente. Ów sezon zakończył mistrzostwem kraju po pokonaniu w finałowym dwumeczu swojego byłego klubu - Atlético Huila.
Na początku 2011 przeszedł do Atlético Junior. W nowych barwach Valencia zadebiutował 5 lutego 2011 w przegranym 2-4 meczu z Realem Cartagena. Dotychczas w lidze kolumbijskiej rozegrał 115 spotkań, w których strzelił 12 bramek.
| Sezon   | Klub                   | Kraj      | Rozgrywki           | Mecze | Bramki |
| ------- | ---------------------- | --------- | ------------------- | ----- | ------ |
| 2004    | Independiente Medellín | Kolumbia  | Categoría Primera A | 3     | 0      |
| 2005    | Independiente Medellín | Kolumbia  | Categoría Primera A | 9     | 0      |
| 2006    | Independiente Medellín | Kolumbia  | Categoría Primera A | 7     | 0      |
| 2007    | Independiente Medellín | Kolumbia  | Categoría Primera A | 1     | 0      |
| 2007/08 | Caracas FC             | Wenezuela | Primera División    | 18    | 1      |
| 2008    | Atlético Huila         | Kolumbia  | Categoría Primera A | 12    | 3      |
| 2009    | Atlético Huila         | Kolumbia  | Categoría Primera A | 17    | 5      |
| 2009    | Independiente Medellín | Kolumbia  | Categoría Primera A | 24    | 1      |
| 2010    | Independiente Medellín | Kolumbia  | Categoría Primera A | 31    | 2      |
| 2011    | Atlético Junior        | Kolumbia  | Categoría Primera A | 11    | 1      |

## Kariera reprezentacyjna
W reprezentacji Kolumbii Valencia zadebiutował w 2010. W 2011 został powołany do reprezentacji na turniej Copa América